# Olli Valkonen
Olli Valkonen, född 7 juni 1924 i Viborg, död 9 oktober 2016, var en finländsk konsthistoriker.
Valkonen blev filosofie doktor 1973. Han var 1956–1978 ombudsman för utställnings- och informationsavdelningen vid Finlands konstakademi, 1971–1974 biträdande professor i konstforskning vid Jyväskylä universitet och 1978–1990 intendent för konstmuseet Ateneum. Han verkade även som konstkritiker vid ett antal tidningar och publicerat konsthistoriska arbeten, bland annat Maalaustaiteen murros Suomessa 1908–1914 (1973), Viipurin taiteenystävät 1890–1940 (1992), Tuomas von Boehm (1993) och Unto Koistinen (1997). Han erhöll professors titel 1988.

## Utmärkelser
- Riddartecknet av I klass av Finlands Vita Ros’ orden[2]
- Riddare av Arts et Lettres-orden[2]

[Redigera Wikidata]